# Racotis keralaria
Racotis keralaria is een vlinder uit de familie van de spanners (Geometridae). De wetenschappelijke naam van de soort is voor het eerst geldig gepubliceerd in 2004 door Rikio Sato.

## Type
- holotype: "male, 12.-13.IV.1997. leg. Schintlmeister & Siniaev"
- instituut: NIAES, Tsukuba, Ibaraki, Japan
- typelocatie: "India, Kerala, 7 km N Munnar 1740 m, Eravikulam Nat. Park, 10.09'N, 77.04'E"